# Cattedrale di Murcia
La cattedrale di Santa Maria (in spagnolo: catedral de Santa María) è il principale luogo di culto del comune di Murcia, in Spagna, sede vescovile della diocesi di Cartagena.

## Storia
Nel 1385 iniziarono i lavori per le fondazioni e tre anni dopo venne poggiata la prima pietra. Ma fu solo nel 1394 quando iniziò il grosso della costruzione dell'edificio che sostituiva l'antica moschea.

## Arte

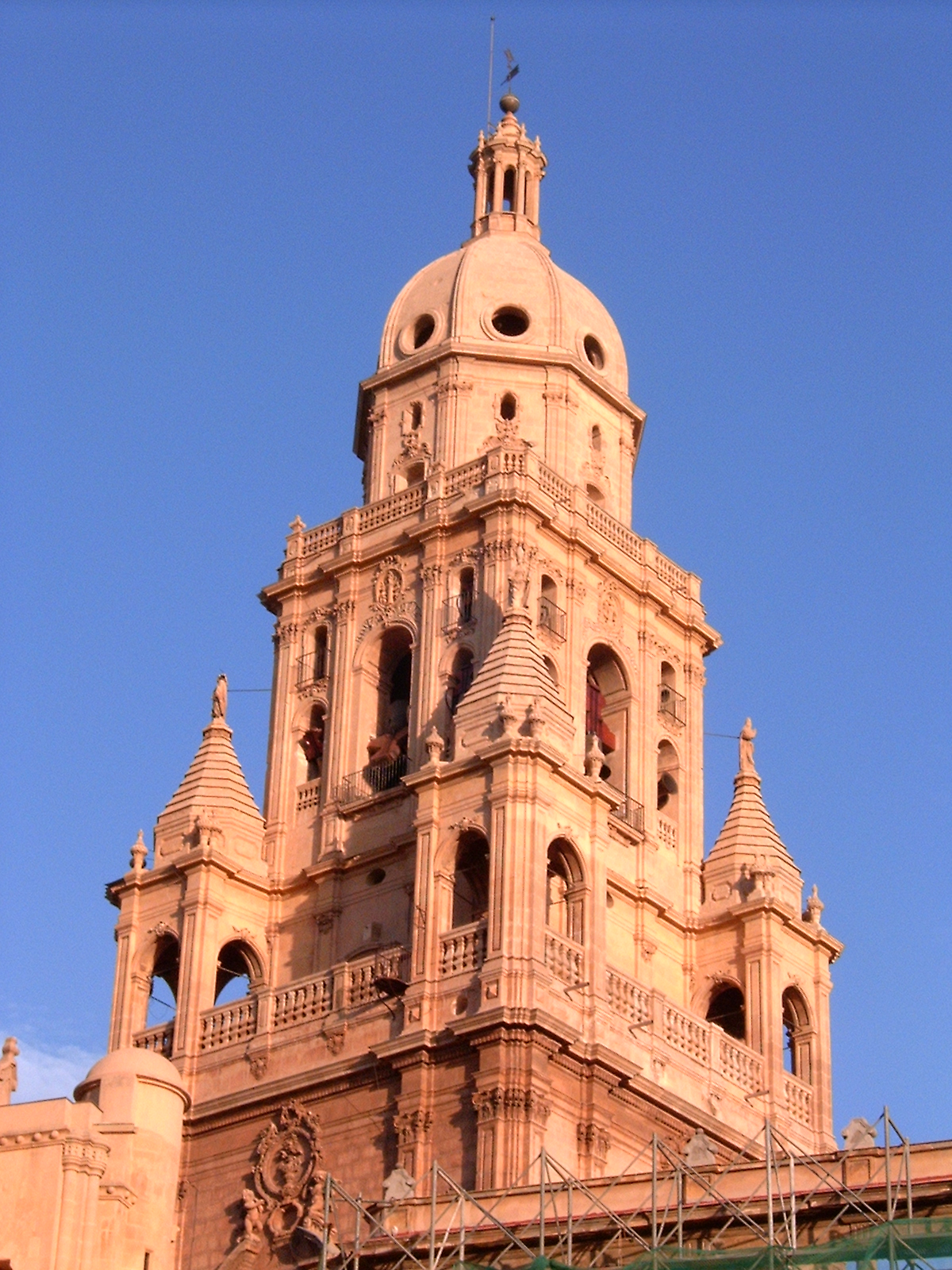
Torre campanaria

L'edificio presentava tre navi. Il campanile, coi suoi 93 metri d'altezza, fu costruito tra il 1521 e il 1793 costituisce indiscutibilmente il simbolo della cattedrale e dell'intera città.

## Reliquie
Nell'altar maggiore, in un'urna d'argento, sono esposti gran parte dei resti di santa Fiorentina di Cartagena.